# Копривник
Копривник (на сръбски: Koprivnik; на албански: Koproniku) е планински масив с височина 2460 м в западната част на Косово. Копривник е част от масива на Проклетия. Северните склонове на планината са част от Руговската клисура – популярна туристическа дестинация в Косово.
Масивите Копривник и Богдаш (Марияш) са изградени от варовикови скали.

## Флора
Проведено медико-етноботаническо проучване на жители на 36 села от общините Печ и Дечани в региона на планинските масиви Копривник и Стреоц, показва че виреят и се ползват в народната медицина голям брой растения, основно от семейства Розови, Сложноцветни, и Устоцветни. Споменавани от над 30% от респондентите са растенията бял равнец (Achillea millefolium), обикновен дрян (Cornus mas), жълт кантарион (Hypericum perforatum), обикновен орех (Juglans regia), обикновена хвойна (Juniperus communis), киселица (Malus sylvestris Mill.), широколистен живовляк (Plantago major), черен бъз (Sambucus nigra).